# Таліта Кум
Таліта Кум — український попрок-гурт. Лідерка, солістка й авторка пісень гурту — Юлія Міщенко. Гурт було засновано 13 квітня 2001 року, у 2007–2009 роках у творчості колективу була перерва, після чого 2009 року він остаточно припинив активну діяльність. 
Назва гурту походить з арамейської мови, де означає «Дівчино, підведися!» (цитата з Біблії).

## Учасники
- Юля Міщенко — вокал (2001–2007)
- Сергій Глушко — гітари (2001–2007)
- Віктор Окремов — бас (2004–2007)
- Сергій Добрянський — барабани (2004–2007)

### Колишні учасники
- Сергій Мінченко — бас (2001–2003)
- Олексій Лінник — барабани (2001–2003)
- Костянтин Сухоносов — клавішні (2002–2003)

## Альбоми
- Іноземці (2002)
- Гаряча і гірка (2005)
- Шоу бізнес! (2007)

## Кліпи
- Я би хотіла (2001)
- Без слів (2002)
- Сім'я (2002)
- Як на хмарах (2002)
- Іноземці (2003)
- Літай (2004)
- Гаряча і гірка (2004)
- Що знаєш ти про дівчат (2005)
- Сльози (2005)
- Білий танець (2006)
- Упс (2007)